# Юрські газові родовища (Кувейт)
Юрські газові родовища (Кувейт) — комплекс газових родовищ, виявлених на півночі Кувейту у відкладеннях юрського періоду.

## Характеристика
З 1950-х на півночі Кувейту ведеться розробка нафтових родовищ, в процесі якої отримують також попутний (асоційований) газ. Втім, у 2006-му тут підтвердили наявність комерційних покладів вільного (неасоційованого) газу, який  виявили у відкладеннях юри глибше від цілого ряду нафтових родовищ району — Сабрія, Раудатайн, Північно-Західний Раудатайн, Умм-Ніка, Бахра. В наступні кілька років відкрили шість газових родовищ — всі ті ж  Сабрія, Раудатайн, Північно-Західний Раудатайн, Умм-Ніка, Бахра, а також Дабі (Dhabi).
Насичені вуглеводнями пласти зустрічаються у юрських відкладеннях, загальна товщина яких становить біля 650 метрів, та відносяться до карбонатних формацій (від молодшої до старшої) Наджма, Саргелу, Верній Маррат, Середній Маррат та Нижній Маррат. Вони формувались переважно в умовах внутрішньошельфового басейну на континентальному завершенні одного з уламків Гондвани, котра на той час вже перебувала у стані руйнації. При цьому із Середньою Маррат (тоарський ярус) пов'язують біля 40 % загальних ресурсів, які оцінили в 1 трлн м3. Для даної формації, котра має найкращі показники резервуару, було властиве формування відкладень у різних умовах, які виникали при коливанні рівня океану — не лише внутрішньошельфового басейну, але також лагун та сабх (мілководних басейнів інтенсивного випаровування та осадонакопичення). Що стосується формації Наджма (келовейський та оксфордський яруси), то вона дуже багата на органічний матеріал, який слугував джерелом формування розташованих вище нафтових покладів. Він же став пояснює насичення самої Наджми вуглеводнями, котрі залишались у ній через малу проникність. Зазначена характеристика є причиною того, що станом на кінець 2010-х лише провадилось напрацювання методів розробки цієї формації, котрі повинні обов'язково включати стимуляцію віддачі вуглеводнів.
Відкриття покладів неасоційованого газу одразу вирішили використати для збільшення видобутку блакитного палива, що могло вивільнити додаткові об'єми нафти для експорту. Вже у 2008 році стала до ладу перша установка попередньої підготовки (Early production facility-50, EPF-50), котра видавала біля 4 млн м3 на добу.
Первісно евакуація продукції здійснювалась через існуючий газопровід, проте вже у 2011-му ввели в дію другий трубопровід до газопереробного заводу Міна-аль-Ахмаді — головного центру підготовки вуглеводневих газів у Кувейті. На останньому доправлений газ передусім спрямовується на установку вилучення сірководню (AGRP — Acid  Gas Removal project), оскільки юрські газові родовища Кувейту мають дуже високий його вміст — біля 5 %. Серед інших ускладнюючих розробку факторів можливо назвати високу температуру (понад 130 градусів за Цельсієм), високий тиск (11,000 psi для Сабрії) та вміст вуглекислого газу (також біля 5 %).
Планувалось швидко — вже у 2012-му — наростити видобуток в кілька разів, проте ці проекти посувались із затримкою у кілька років, що не дозволило припинити імпорт зрідженого природного газу через плавучий регазифікаційний термінал Міна-аль-Ахмаді. Так, за результатами 2015/2016 фінансового року видобуток неасоційованого газу в Кувейті сягнув лише 5,1 млн м3 на добу. Нарешті, у 2018-му стала до ладу споруджена на Західному Раудатайні Юрська виробнича установка (Jurassic Production Facility, JPF), котра дозволила наростити видобуток до 14 млн м3 (плюс 175 тисяч барелів конденсату на добу).
Також планується ввести третю фазу розробки, котра має довести видобуток до 24 млн м3 газу та 240 тисяч барелів конденсату на добу (за іншими даними, пропускна здатність лише цієї третьої установки має дорівнювати 16,7 млн м3 газу на добу). Втім, і цей проект посувається із затримками проти первісних очікувань — так, в кінці 2017-го Кувейтська нафтова компанія призупинила тендер на спорудження потужностей, котрі планували ввести в 2020-му. Серед причин є певна невизначеність у загальній схемі покриття потреб країни в блакитному паливі. Так, альтернативою є продовження імпорту ЗПГ, який є економічно виправданим в умовах падіння цін на цей ресурс. Також можливо відзначити, що в 2020-му Саудівська Аравія надала дозвіл на проходження через її води трубопроводу із Катару, котрий володіє величезними ресурсами природного газу.